# Coniceromyia aurantia
Coniceromyia aurantia är en tvåvingeart som beskrevs av Giar-Ann Kung och Brown 2000. Coniceromyia aurantia ingår i släktet Coniceromyia och familjen puckelflugor.
Artens utbredningsområde är Peru. Inga underarter finns listade i Catalogue of Life.